# 克莱顿山
克莱顿山（英語：Clayton Mountain，10,219英尺（3,115））是一座位于美国怀俄明州阿布萨罗卡岭的山。1937年8月20日黑水大火事故中，15名消防员在克莱顿山的西坡丧生。该山得名于美国国家森林局巡逻员阿尔弗雷德·G·克莱顿（Alfred G. Clayton），他在大火中与手下同时遇难。1938年时，平民保育團在克莱顿山西坡上立起了两座纪念碑，以此悼念平民保育团、国家森林局在此处死去的人们。